# مركز أوميو لأبحاث الصحة العالمية
مركز أوميو لأبحاث الصحة العالمية (بالإنجليزية: Umeå Centre for Global Health Research) هو مركز للتدريب العالمي في جامعة أوميو شمالي السويد. يعمل المركز في قسم علم الأوبئة وعلوم الصحة العامة (Division of Epidemiology and Public Health Sciences) في الجامعة ويقوم على إدارة المركز مجموعة تسيير بقيادة أحد الباحثين الأساسيين.
يسعى المركز للاشتراك في أجندة عالمية مختصة بأبحاث وممارسات الصحة وتعالج المشكلات الحيوية في الصحة العالمية وتعمل على تسهيل التعاون بين الجنوب و الشمال وفيما بينهم. لقد تم وضع برنامج أبحاث المركز طويل المدى على أساس خلفية أبحاث علم الأوبئة العالمية بالإضافة إلى أعمال الصحة العمومية في السويد.
ينشر المركز دورية أكاديمية، وهي أعمال الصحة العالمية (Global Health Action).

## البحوث
تتميز الأبحاث التي تُجرى في المركز بكونها مشتركة بين التخصصات، حيث يعمل أعضاء الهيئة البحثية والطلاب معًا من مجالات مثل علوم الديموغرافية والصحة العمومية والوبائيات والطب والاقتصاد والإحصاء وعلم الاجتماع. وتتركز الأنشطة البحثية على خمس مجالات خبرة معينة، وهي:
- مرحلة الانتقال الوبائي - تهدف الأبحاث إلى المساهمة في التطوير النظري والمنهجي لنظرية مرحلة الانتقال الوبائي[1] وذلك بعقد المقارنات بين المجتمعات المحرومة في الدول ذات الدخل المنخفض والبيئات المتقدمة شمالي السويد.
- منظور مراحل الحياة [2] على التدخلات الصحية - تهدف الأبحاث إلى تصميم وتقييم التدخلات الصحية التي تستهدف مختلف مراحل الحياة، بدءًا من التدخلات الصحية في الأجنة وحتى كبار السن، وذلك مع مراعاة السياق الاجتماعي والمسائل المتعلقة بالنوع والمجتمعات المحرومة والمميزة.
- دعم الرعاية الصحية الأولية: أدوار الحقوق والأخلاقيات والتحليلات الاقتصادية - تم تصميم الأبحاث بحيث توفر المعلومات للمساهمين الأساسيين المشتركين في عملية صناعة القرار وذلك بهدف تحسين الرعاية الصحية الأولية في البلدان منخفضة الدخل ومتوسطة الدخل ومرتفعة الدخل، وذلك باستخدام مناهج تقوم على الحقوق المتكاملة مع التحليلات الاقتصادية.
- الجندر, عدم المساواة الاجتماعية والصحة - تقوم الأبحاث على جيل المعرفة الجديدة حول النوع والصحة، ويهدف ذلك إلى المساهمة في التغيرات الاجتماعية في الشعوب وفي الأنظمة الصحية.
- تغير المناخ والصحة - تهدف الأبحاث إلى سد الفجوة المعرفية بشأن العلاقات بين تغير المناخ والصحة، مع التركيز على الأمراض غير المعدية وكبار السن واستجابات القطاع الصحي في الدول منخفضة الدخل والمشكلات المتعلقة بـ المنطقة القطبية الشمالية.

استضافت شبكة INDEPTH (الشبكة الدولية للتقييم الديموغرافي للسكان والصحة) العديد من مشروعات أبحاث مركز أوميو لأبحاث الصحة العالمية, وتضم تلك الشبكة 38 موقعًا ميدانيًا في 19 دولة في أفريقيا وآسيا وأمريكا الجنوبية. وتوفر تلك الشبكة نقطة انطلاق لمشاركة وتبادل المعلومات الصحية الحيوية بين بعضٍ من أكثر الدول فقرًا في العالم، وتيسر الشبكة إمكانية عمل دراسات مقارنة لمسائل الأبحاث العالمية المتعلقة بتطور الأمراض والتمدد الحضري والهجرة بالإضافة إلى فرص وضع الأساليب وتقييم التدخلات.

## التعليم
إن التدريب على الأبحاث من العوامل الأساسية في المركز. وكانت كلية الأبحاث السويدية للصحة العالمية Swedish Research School for Global Health هي نتاج الشراكة بين المركز ومعهد كارولنسكا بستوكهولم. وتهدف هذه الكلية إلى إحداث تعاون بين العديد من المجالات في التعليم والأبحاث والتدريب، وذلك بتنسيق الدورات التدريبية والندوات في الصحة العالمية والعمل على تحسين جودة التدريب على الأبحاث.
تمثل أيضًا الدرجات التخصصية في الصحة العمومية الدولية والدورات التدريبية الصيفية والدورات التدريبية القصيرة الأخرى التي يقدمها مركز أوميو الدولي للصحة العمومية Umeå International School of Public Health نقطة انطلاق للأبحاث التي يقوم بها المركز.

## وصلات خارجية
- Umeå Centre for Global Health Research
- Global Health Action open access journal
- Umeå University
- Division of Epidemiology and Public Health Sciences, Umeå University
- Umeå International School of Public Health
- Umeå tourist bureau
- Association of Schools of Public Health in the European Region
- INDEPTH Network

‌